# Szene Hamburg
Szene Hamburg ist ein seit 1973 in Hamburg monatlich erscheinendes Stadtmagazin und wurde von Klaus Heidorn gegründet. Es ist nach der Berliner Zeitschrift tip die zweitälteste Stattzeitung Deutschlands.

## Inhalt
Die Szene Hamburg berichtet über lokale Politik, Gesellschaft und Kultur, dazu gibts Lokalnachrichten, Restaurantkritiken und Veranstaltungstermine.
Jährlich gibt es den kulinarischen Führer Szene Hamburg Essen + Trinken und den  Shopping-Guide Hamburg kauft und halbjährlich zum Semesterbeginn Uni-Extra.
Das Magazin finanziert sich durch Anzeigen und Kleinanzeigen.

## Geschichte
Das Magazin stand in den 1970er und 80er Jahre unter starkem Konkurrenzdruck mit kostenlos verteilten Anzeigenblättern.
Der Gründer Heidorn verkaufte den Verlag kurz vor dem Konkurs und seinem Suizid im Jahr 2000 an die SPD-eigene Verlagsgesellschaft DDVG. Anfang der 2000er Jahre wurden monatlich ca. 40.000 Exemplare gedruckt.
2004 wechselte der Eigentümer, nachdem bekannt wurde, dass die Auflagezahlen über Jahre geschönt wurden.
Im vierten Quartal 2014 war die Auflage bei 17.000 und Ende Februar 2015 meldete der Verlag Insolvenz an. Eine Beraterfirma übernahm die Geschäftsführung bis zur Übernahme durch den Verleger Gerhard Fiedler. Es folgte ein rigider Sparkurs mit Personalkürzungen.
Die Szene Hamburg erscheint inzwischen monatlich im VKM Verlagskontor für Medieninhalte.